# Rów przeciwpancerny

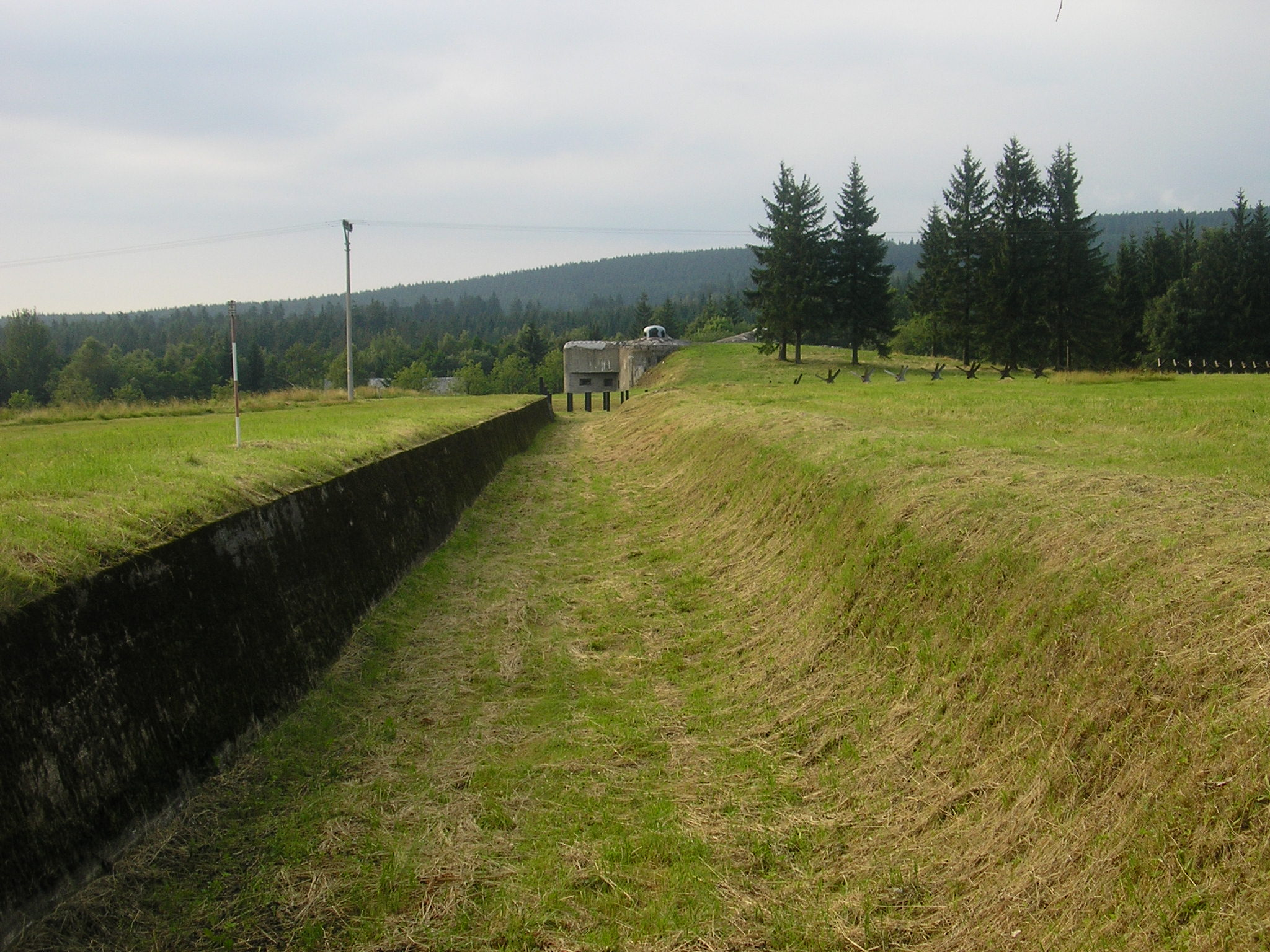
Rów przeciwpancerny – przełęcz nad Bartosovicami w Górach Orlickich. W tle ciężki schron bojowy R-S-74 „Na Holem”

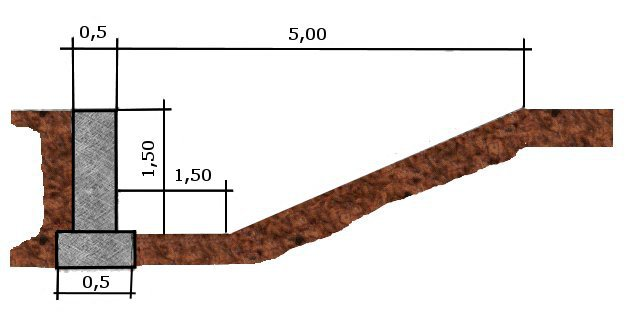
Schemat przykładowego rowu przeciwpancernego

Rów przeciwpancerny (przeciwczołgowy) – ziemna zapora przeciwpancerna w postaci głębokiego rowu, uniemożliwiającego lub utrudniającego przejazd wozów bojowych przeciwnika.
Rów przeciwpancerny wykonywany jest w terenie ręcznie, mechanicznie lub przy użyciu materiałów wybuchowych. Ma postać rowu o przekroju trapezu lub trójkąta. Rowy przeciwpancerne tworzy się w terenie równinnym i na stokach o nachyleniu 15–20° w celu zatrzymania czołgów, wozów bojowych i środków transportowych przeciwnika. Głębokość rowu powinna wynosić co najmniej 2 m, szerokość dna 3 m, a nachylenie ścian ponad 45°. Rowy przeciwpancerne były powszechnie stosowane w czasie II wojny światowej.